# Mark Clifton
Mark Clifton (1906 - 1963) was een Amerikaanse schrijver van sciencefictionwerken.
Hij werkte als personeelsfunctionaris en interviewde bijna 100.000 mensen, grotendeels in sollicitatie- en exitgesprekken. Dit vormde zijn gedachten over de waanideeën die mensen kunnen hebben én over de grootse prestaties waartoe ze in staat zijn. Na dit werk twintig jaar gedaan te hebben, wijdde hij zich aan het schrijven.
Vanaf 1952 tot 1963 schreef hij drie romans en ruim twintig novellen en korte verhalen. Met Frank Riley won hij in 1955 een omstreden Hugo Award voor beste roman met They'd Rather Be Right, ook bekend als The Forever Machine. Zijn twee andere romans zijn: Eight Keys To Eden (1960) en When They Came From Space (1962)
- Bibsys: 90246771
- Bibliothèque nationale de France: cb12566969f (data)
- CiNii: DA12383155
- Gemeinsame Normdatei: 105159751
- International Standard Name Identifier: 0000 0000 8385 1783
- Library of Congress Control Number: n2002022455
- Bibliotheek van het Japanse parlement: 00436180
- Nationale Bibliotheek van Israël: 987007592254805171
- Istituto Centrale per il Catalogo Unico: CFIV087470
- Système universitaire de documentation: 034976388
- Virtual International Authority File: 57066661
- WorldCat: E39PBJjdf4hFVCBbF9rtykPG73